# علوم کتابداری و اطلاع‌رسانی
علوم کتابداری و اطلاع‌رسانی، نام قدیمِ «علم اطلاعات و دانش‌شناسی» است که به مطالعه و بررسی شیوه‌های گوناگون تولید دانش، گردآوری منابع اطلاعاتی (کتاب، مجله، لوح فشرده، بانک‌های اطلاعاتی، پایگاه اطلاعاتی، اینترنت و وب)، سازماندهی، بازیابی و اشاعهٔ این منابع و محمل‌های اطلاعاتی می‌پردازد و در این راستا تلاش می‌نماید که در وقت خواننده یا کاربر صرفه‌جویی نماید. این دانش در واقع آمیزه‌ای است از دانش های؛ داده، اطلاعات، دانش، مدیریت، فناوری، ارتباطات، اسناد، سیبرنتیک، کتابداری و فلسفه است.

## تاریخچه
واژه کتابداری به عنوان برابر واژه انگلیسی "Librarianship" انتخاب شده است. دانشمند بزرگ، شیالی رانگاناتان زمانی که در دههٔ ۱۹۳۰ از انگلیس به هندوستان بازگشت و درصدد راه‌اندازی این دانش نوین در هند برآمد، جامعه هند در فهم این واژه مشکل داشتند و در نتیجه ایشان واژه جدید "Library Science" یعنی علم کتابداری را جایگزین آن واژه نمود. امروزه در آمریکا این واژه بیشتر بکار گرفته می‌شود.
در دههٔ ۱۹۹۰ با اختراع ریزرایانه‌ها و در سال۱۹۹۰ با اختراع وب و ورود این فناوری‌های نوین اطلاعاتی به پهنه کتابخانه‌های جهان این دانش نیز دستخوش دگرگونی‌های گسترده‌ای شد. در نتیجه پژوهشگران و استادان این رشته درصدد تغییر نام آن برآمدند و واژه "Information" و "Information Science" یعنی "اطلاعات" یا "اطلاع‌رسانی" نیز به نام این دانش اضافه شد و امروز از آن به عنوان "Library & Information Sciences" یعنی: علوم کتابداری و اطلاع‌رسانی یاد می‌شود. امروزه در انگلستان و برخی کشورهای دیگر عناوین و زیرشاخه‌های دیگری از جمله "Information Studies" و "Information Management" نیز مطرح شده‌اند که هر یک محتوای خاص خود را دارد..
کتابداری افرادی را تربیت می‌کند تا در کتابخانه‌ها و مراکز اطلاع‌رسانی به کار اشتغال یابند. فارغ‌التحصیلان این رشته دارای دانش و مهارت‌هایی است که از طریق آنها می‌توانند کتابها وسایر منابع و اطلاعات را به شکل چاپی و الکترونیکی ثبت و ضبط و گردآوری و سازماندهی کرده و اشاعه دهند. در واقع محل فعالیت فارغ التحصیلان این رشته کتابخانه‌ها، آرشیوها و مراکز اطلاع‌رسانی است. در ایران از سال ۱۳۴۵ هجری خورشیدی این رشته با مقطع فوق لیسانس در دانشگاه تهران آغاز و هم‌اکنون (در سال ۱۴۰۲) حدود ۷۵ گروه آموزشی در این رشته در دانشگاه‌های ایران فعالیت دارند که از این میان پنج دانشگاه شهید چمران اهواز، فردوسی مشهد، علامه طباطبایی و دانشگاه تهران و واحد علوم تحقیقات دانشگاه آزاد تهران واحد شمال در مقطع دکترا فعالیت دارند. با ظهور منابع الکترونیکی و ورود کامپیوتر به کتابخانه‌ها ماهیت این رشته هم دگرگون شده و فارغ التحصیلان متناسب با تحولاتی که در این رشته رخ داده است با مهارت‌های مختلف رایانه ای و اینترنتی آشنایی پیدا می‌کنند. در سال ۱۳۹۶ با توجه به تحولاتی که در این رشته رخ داده عنوان کتابداری به علم اطلاعات و دانش‌شناسی تغییر یافته است.
امروزه این دانش در ایران نیز گسترش یافته و زیرشاخه‌های تازه‌ای از جمله اطلاع‌شناسی و وب‌شناسی و علم سنجی و آرشیو را هم در بر می‌گیرد.
در اصل یک کتابدار در زمینه‌های سازماندهی، بازیابی و اشاعه اطلاعات در قالب‌های گوناگونی اعم از کتاب، مجله، پایگاه‌های اطلاعاتی و اینترنت تخصص دارد.
همان‌طور که همه می‌دانید، اگر جامعه‌ای بخواهد پیشرفت کند و توسعه یابد، باید مردم آن جامعه از نظر سواد رشد بالایی داشته باشند و اطلاعات خود را به روز سازند.
کتابخانه‌ها برای این امر در تمام جوامع بشری به وجود آمده است. اگر کتابخانه بخواهد افراد بشری را به روز سازد، خود باید پویا باشد.
امروزه کتابخانه‌ها به صورت الکترونیکی درآمده‌اند، تا هر کس نیاز اطلاعاتی خود را در آن بر طرف سازد.
کارکنان کتابخانه‌ها که به کتابدار شهرت دارند، مسئول خدمات‌رسانی و اطلاع‌رسانی به تمام افراد مراجعه‌کننده هستند.
کتابدار باید از کار خود لذت ببرد و با مراجعه‌کننده با تبسم و خشنودی برخورد نماید، به‌طوری‌که افراد جذب کتابخانه‌ها شوند. کتابدار باید از خود مایه بگذارد و نگذارد که مراجعه‌کننده بدون اینکه نیازش بر طرف شود از کتابخانه بیرون آید.
امروزه اینترنت که دنیای اطلاعات است، در دسترس همگان قرار دارد و هر کس می‌تواند خود جویای مطالب باشد؛ ولی کتابدار به عنوان واسطه باید به این افراد کمک کند؛ زیرا بعضی مطالب از صحت و اعتبار کافی برخوردار نیستند و تنها کتابدار می‌تواند این مشکل را برطرف سازد.
معنی کتابداری بدین معناست: اطلاع‌رسانی، برطرف کردن نیازهای اطلاعاتی، به روز ساختن اطلاعات افراد و کسی که این‌ها را ارائه دهد کتابدار است.
در ضمن برای اینکه یک کتابدار شویم باید در مراکز عالی و دانشگاه‌ها درس خواند و مهارت لازم برای این رشته را کسب نماییم.
می‌توان گفت از جمله عوامل پیشرفت مسلمانان در سال‌های اول در زمینه‌های علمی و فرهنگی، به توجه آنان به کتاب و کتابخانه ارتباط داشته است. چرا که همواره جمع‌آوری کتاب‌های سودمند و مفید و به عبارت دیگر کتابخانه‌های عظیم، نشانه پیشرفت یک ملت و جلوه واقعی توجه آن‌ها به علم و دانش است. امروزه با وجود آن که ما در عصر ارتباطات و خانواده جهانی به سر می‌بریم، توجه لازم به کتابخانه‌ها که مرکز اصلی اطلاع‌رسانی هستند، نمی‌شود و نقش مهم و با ارزش کتابخانه را در حد مخزن کتاب و کتابدار را در حد امانت دهنده کتاب پایین آورده‌ایم. هدف رشته کتابداری این است که کتابخانه‌ها جایگاه واقعی خود را به دست آورده و باعث رشد فرهنگی جامعه شوند.
گفتنی است که رشته کتابداری در مقطع کارشناسی دارای سه گرایش «علوم انسانی»، «علوم پایه» و «علوم پزشکی» است که دانشجویان گرایش علوم انسانی درس‌هایی در زمینه مبانی علم حقوق، جغرافیای شهری، اقتصاد، تاریخ دین‌ها و مدیریت مطالعه می‌کنند و دانشجویان گرایش علوم پایه در زمینه ریاضیات، فیزیک، شیمی، آمار، زمین‌شناسی و فیزیولوژی اطلاعات پایه را به دست می‌آورند و دانشجویان گرایش علوم پزشکی در زمینه زیست‌شناسی آناتومی، بیوشیمی، روان‌شناسی، داروشناسی و کلیه علوم اطلاعات پایه را کسب می‌نمایند.
واژه دانش‌شناسی یا علم اطلاعات نخستین بار توسط هوشنگ ابرامی به کار برده شد. ابرامی، واژه دانش‌شناسی را برای رشته علوم کتابداری و اطلاع‌رسانی به کار برد. در واقع، سه رکن اصلی دانش‌شناسی، عبارت‌اند از:
- داده ماده خام اطلاعات
- اطلاعات ماده خام دانش
- دانش که در رأس هرم قرار دارد.

بر این اساس، علم «دانش‌شناسی» با سه عنصر داده، اطلاعات و دانش سرو کار دارد. به عبارت دیگر، دانش‌شناسی به بحث و بررسی پیرامون دانش و عناصر سازنده آن، یعنی داده و اطلاعات می‌پردازد.

## قوانین پنجگانه رانگاناتان
شیالی رانگاناتان (Shiyali Ramamrita Ranganathan) پدر علم کتابداری هند است؛ که قوانین پنجگانه او سرلوحه کار کتابداران است. این پنج قانون از معروف‌ترین قوانین در علم کتابداری و اطلاع‌رسانی می‌باشد:
1. کتاب برای استفاده است.
2. هر خواننده‌ای کتابش.
3. هر کتابی خواننده‌اش.
4. وقت خواننده را به هدر ندهید.
5. کتابخانه ارگانیسمی زنده و پویا است.

## رشته دانشگاهی مرتبط در ایران
رشته دانشگاهی مرتبط در ایران با عنوان علم اطلاعات و دانش‌شناسی است که در جلسه شورای عالی برنامه‌ریزی، توسط اعضای کمیته برنامه‌ریزی، در تاریخ ۱۹ شهریور ۱۳۹۱ از عنوان علوم کتابداری و اطلاع‌رسانی به این عنوان تغییر یافت.

## ابزارهای کتابدار
همانند هر فن حرفه‌ای، انجام یک مصاحبه مؤثر به مهارت‌های ویژه‌ای نیاز دارد. مهارت‌های بالنسبه ملموس هستندو می‌توان آن‌ها را آموزش داد، فرا گرفت و به کار برد. به هر حال مصاحبه گر متبحر عوامل ناملموسی را به کار خواهد گرفت تا این گفت و شنود کنترل شده را قرین موفقیت سازد. قبل از توجه به مهارت‌های ویژه، کتابدار باید نظری کلی از مصاحبه به دست آورد و از تعدادی عوامل ناملموس آگاهی یابد. عوامل ناملموس شامل سبک، جداسازی مصاحبه و موفقیت است. عوامل ملموس شامل مهارت‌های غیرکلامی و مهارت‌های کلامی است.

### مهارت‌های کلامی
این مهارت‌ها عبارتند از:
- یاد آوردن (remembering)
- اجتناب از تشخیص قبل از موعد (avoiding premature diagnoses)
- انعکاس کلامی احساسات (reflecting feelings verbally)
- بازگویی یا نقل محتوی (restating or paraphrasing content)
- استفاده از مشوق‌ها (using encouragers)
- ختم مقبول مذاکره (closure)
- اظهار نظر و پیشنهاد (giving opinions and suggestion)
- پرسش‌های باز (open questions)

### مهارت‌های غیر کلامی
این مهارت‌ها عبارتند از:
- برخورد چشم‌ها (eye contact)
- اشارات و حرکات (gestures)
- حالت راحت و جسمانی (relaxed posture)
- حالت چهره و لحن صدا (facial expression and tone of voice)

حرکات: حرکات، به تار و پود زندگی روزمره ما تنیده شده‌اند. اشاره و استفاده از دست هنگام صحبت کردن یا بیان کردن با حرکات، اغلب بدون تفکر انجام می‌گیرد.
با این حال، مفهوم حرکات و اشارات می‌تواند در سراسر فرهنگ‌ها و مناطق متفاوت باشد، بنابراین، مهم است که هنگام صحبت کردن برای جلوگیری از سوء تعبیر، مراقب حرکات و رفتارهای خود باشید.
لمس کردن
یکی از جنبه‌های بزرگ ارتباط لمس کردن است. لمس کردن می‌تواند بیانگر هریک از ابعاد زیر باشد:
دست دادن، در آغوش گرفتن، نوازش کردن، تکیه کردن به کسی و…
فضا
آیا تا به حال شده که شما در ارتباط با فرد دیگر فضای فیزیکی لازم را برای ارتباط نداشته باشید و بیش از اندازه به هم نزدیک باشید؟
هر چند که این نوع نیاز بسته به نوع فرهنگ، شرایط و نزدیکی رابطه متفاوت است، شما می‌توانید از فضای فیزیکی برای برقراری ارتباط با بسیاری از پیام‌های غیرشفاهی مختلف از جمله: سیگنال‌هایی مملو از صمیمیت، پرخاشگری، تسلط یا محبت استفاده کنید.
صدا
صدا
هنگامی که ما صحبت می‌کنیم، افراد دیگر علاوه بر گوش دادن به حرف ما، صدای ما را نیز مورد توجه قرار می‌دهند.
چیزهایی که بیشتر مورد توجه قرار می‌گیرد شامل: توجه به زمان و سرعت صحبت کردن، نوع بلندی و تن صدا، لحن و انعطاف‌پذیری و صداهایی که انتقال دهنده تفاهم می‌باشد مانند: «آهان» و «اوهو.»
لحن صدا می‌تواند به عنوان مثال بیانگر یکی از این حالات باشد: طعنه، خشم، محبت یا اعتماد به نفس.

## زیرشاخه‌ها
- کتابداری تطبیقی
- کتاب، مجله، روزنامه و گاهنامه
- فهرست‌نویسی و رده‌بندی
- رده‌بندی دهدهی دیویی
- رده‌بندی مردمی
- نمایه‌سازی و چکیده‌نویسی
- مرجع‌شناسی و خدمات‌مرجع
- کتاب‌سنجی، علم‌سنجی، اطلاع‌سنجی، وب‌سنجی
- آموزش علوم کتابداری و اطلاع‌رسانی
- داده، اطلاعات، دانش و علم
- دانش‌شناسی
- داده‌کاوی
- داده‌پردازی
- دادگان، پایگاه اطلاعاتی، بانک‌های اطلاعاتی
- رایانه، لوح فشرده، اینترنت، فناوری اطلاعات
- بازیابی اطلاعات، رفتار اطلاع‌یابی
- وب، موتور جستجو، وب پنهان، روش‌های جستجوی اطلاعات
- کتاب‌های کودکان و نوجوانان و رمان
- اسناد دولتی
- پژوهشگاه اطلاعات و مدارک علمی ایران
- شواهد دیجیتالی
- نظام اطلاع‌رسانی
- عکس و نوار ویدئویی
- انجمن‌های کتابداری
- انواع کتابخانه‌ها
- پایگاه خبری کتابداری و اطلاع‌رسانی (لیزنا)
- علم اطلاعات و دانش‌شناسی
- اسباب‌بازی‌خانه

## بزرگان کتابداری
- محسن صبا
- پوری سلطانی
- عباس حری
- هوشنگ ابرامی
- ثریا قزل‌ایاغ